# Ingram Micro

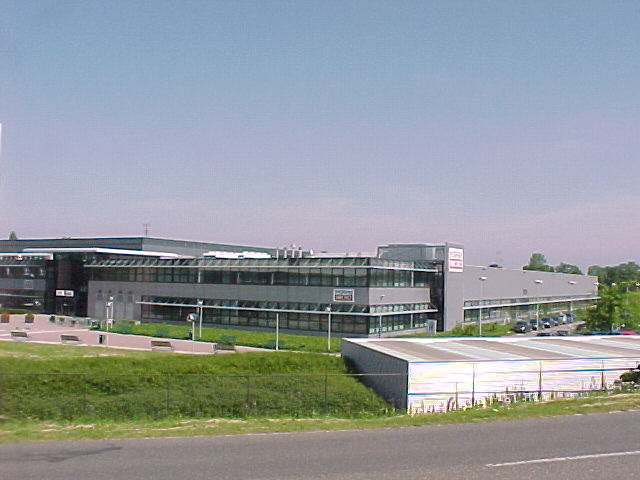
Voormalig Ingram Micro vestiging in Rosmalen.

Ingram Micro Inc. werd in 1979 opgericht als Micro D en het hoofdkantoor is gevestigd in Santa Ana, Californië. In 1986 kocht Ingram Industries een meerderheidsbelang in Micro D en in 1989 de resterende aandelen. Het bedrijf ging verder als Ingram Micro D tot in 1991 de D uit de naam werd geschrapt.
Het is een van de grootste distributeurs van IT-producten en -diensten ter wereld. Het bedrijf heeft vier primaire productgroepen: netwerkproducten, cloud en software, pc's en randapparatuur. Daarnaast biedt het verschillende diensten aan, zoals verkoopondersteuning, marketing, klantenzorg en logistieke diensten aan hun leveranciers en wederverkopers.
Ingram Micro levert haar diensten in 150 landen over de hele wereld. In 2014 werd zo'n 40% van de omzet gerealiseerd in Noord-Amerika, 30% in Europa en zo'n 20% in Azië. In Australië is het de grootste distributeur van computerhardware en de enige wereldwijde IT-distributeur met vestigingen in Azië. Begin 2015 werkten er ongeveer 21.700 werknemers in voltijdsdienst bij het bedrijf. Ingram Micro stond in 2014 in de top 100 van de Fortune 500 op de 69e plaats.
Als een afsplitsing van het familiebedrijf Ingram Industries, zijn de grootste aandeelhouders de familieleden Martha Rivers Ingram en John Rivers Ingram.
Het hoofdkantoor van Ingram Micro België is gevestigd in Diegem. Het hoofdkantoor in Nederland is gevestigd in Utrecht en het Benelux distributiecentrum staat in Tilburg. In 2015 verkocht Docdata zijn e-commercebedrijf aan Ingram Micro voor $175 miljoen.
In februari 2016 deed het Chinese bedrijf Tianjin Tianhai een bod van 6 miljard dollar in contanten op alle aandelen van Ingram Micro. De transactie wordt in het tweede halfjaar van 2016 afgerond. Ingram Micro wordt dan onderdeel van de HNA Group, een conglomeraat dat onder meer actief is in logistiek en de luchtvaart. Hainan Airlines maakt ook onderdeel uit van deze groep. Het hoofdkwartier van Ingram Micro blijft in Californië en er zijn geen plannen om kantoren, vestigingen of magazijnen te sluiten.